# Милен Стоев
Милен Стоев е български футболист.

## Биография
Роден е на 29 септември 1999 г. Към 2022 година играе като защитник за Арда Кърджали.